# Ruch Ordo
Ruch Ordo (voller Name Tschingis-Aitmatow-Kulturzentrum Ruch Ordo, kirgisisch Рух Ордо) ist ein Kulturkomplex und Freilichtmuseum in Tscholpon-Ata, Kirgisistan. Der Name des Komplexes bedeutet auf Kirgisisch „Zentrum der Geister“. Der Kulturkomplex am Ufer des Yssyk-Köl-Sees nimmt eine Fläche von 4,5 Hektar ein.
Der Komplex wurde 2002 gegründet und 2008 Tschingis Aitmatow gewidmet.